# Hilisaloo (Sitolu Ori)
Hilisaloo is een bestuurslaag in het regentschap Nias Utara van de provincie Noord-Sumatra, Indonesië. Hilisaloo telt 1848 inwoners (volkstelling 2010).